# Sharon Beck
Sharon Beck (ur. 22 marca 1995 w Tönisvorst) – izraelsko-niemiecka piłkarka, występująca na pozycji pomocniczki w niemieckim klubie 1. FC Köln oraz w reprezentacji Izraela.

## Statystyki

### Klubowe
Na podstawie:
| Klub                  | Sezonów | Liga                 | Liga  | Liga   | Puchar krajowy | Puchar krajowy | Kontynentalne | Kontynentalne | Suma  | Suma   |
| Klub                  | Sezonów | Liga                 | Mecze | Bramki | Mecze          | Bramki         | Mecze         | Bramki        | Mecze | Bramki |
| --------------------- | ------- | -------------------- | ----- | ------ | -------------- | -------------- | ------------- | ------------- | ----- | ------ |
| SGS Essen             | 2       | Frauen-Bundesliga    | 7     | 0      | 1              | 0              | –             | –             | 8     | 0      |
| Bayer 04 Leverkusen   | 3       | Frauen-Bundesliga    | 32    | 4      | 7              | 2              | –             | –             | 39    | 6      |
| TSG 1899 Hoffenheim   | 2       | Frauen-Bundesliga    | 28    | 2      | 2              | 2              | –             | –             | 30    | 4      |
| TSG 1899 Hoffenheim B | 1       | 2. Frauen-Bundesliga | 1     | 1      | 0              | 0              | –             | –             | 1     | 1      |
| SC Freiburg           | 2       | Frauen-Bundesliga    | 30    | 6      | 4              | 0              | –             | –             | 34    | 6      |
| 1. FC Köln            | 1       | 2. Frauen-Bundesliga | 16    | 8      | 8              | 5              | –             | –             | 71    | 21     |
| 1. FC Köln            | 3       | Frauen-Bundesliga    | 47    | 8      | 8              | 5              | –             | –             | 71    | 21     |
|                       | Łącznie | Łącznie              | 161   | 43     | 22             | 9              | 0             | 0             | 183   | 52     |

### Reprezentacyjne
Na podstawie:
| Gole w reprezentacji | Gole w reprezentacji | Gole w reprezentacji | Gole w reprezentacji | Gole w reprezentacji | Gole w reprezentacji | Gole w reprezentacji | Gole w reprezentacji     |
| Lp.                  | Data                 | Miasto               | Przeciwnik           | Wynik                | Gole                 | Inne                 | Rozgrywki                |
| -------------------- | -------------------- | -------------------- | -------------------- | -------------------- | -------------------- | -------------------- | ------------------------ |
| 1.                   | 07.11.2019           | Ta’ Qali             | Malta                | 1:1 (0:1)            | 63'                  |                      | Eliminacje EURO 2022     |
| 2.                   | 26.09.2023           | Tartu                | Estonia              | 5:0 (2:0)            | 90+2'                | asysta               | Liga Narodów UEFA Kobiet |
| 3.                   | 29.11.2023           | Armawir              | Armenia              | 4:0 (0:0)            | 67', 86', 90+2' (k)  |                      | Liga Narodów UEFA Kobiet |
| 4.                   | 02.12.2023           | Erywań               | Armenia              | 6:1 (4:0)            | 43', 59'             |                      | Liga Narodów UEFA Kobiet |
| 5.                   | 05.12.2023           | Telki                | Estonia              | 4:1 (2:0)            | 3', 47', 55'         |                      | Liga Narodów UEFA Kobiet |

## Sukcesy
Na podstawie:

### Reprezentacyjne
- Mistrzyni Europy U-17 2012